# Страшимир
Страшими́р (болг. Страшимир) — село в Смолянській області Болгарії. Входить до складу общини Златоград.

## Населення
За даними перепису населення 2011 року у селі проживали 105 осіб, з них 97 осіб (94,2%) — болгари.
Розподіл населення за віком у 2011 році:
Динаміка населення: